# Аблинга
Аблинга (лит. Ablinga) — деревня в Литве в 48 км к востоку от Клайпеды.
Уничтожена немецкими оккупантами в первые дни Великой Отечественной войны.

## История
Деревня упоминается с XIV века. После присоединения Литвы к СССР в 1940 году в Аблинге располагался 295-й инженерный батальон Красной Армии, который строил военные укрепления до самого начала Великой Отечественной войны.
22 июня 1941 года Германия напала на СССР и немецкая армия вторглась на территорию Литвы. Наступление в районе Аблинги в направлении Лиепаи осуществлял 505-й полк 291-й пехотной дивизии вермахта.
23 июня нацисты согнали к яме 42 жителя деревень Аблинга и Жвагиняй и расстреляли их. Спаслось несколько тяжело раненных женщин и 5-месячная девочка. Дома были разграблены и сожжены.
В 1972 году на холме Жвагиняй был создан мемориал жертв нацизма. Ансамбль представляет собой памятник народной деревянной скульптуры из 30 статуй.
На 2001 год деревня насчитывает 3 жителей.

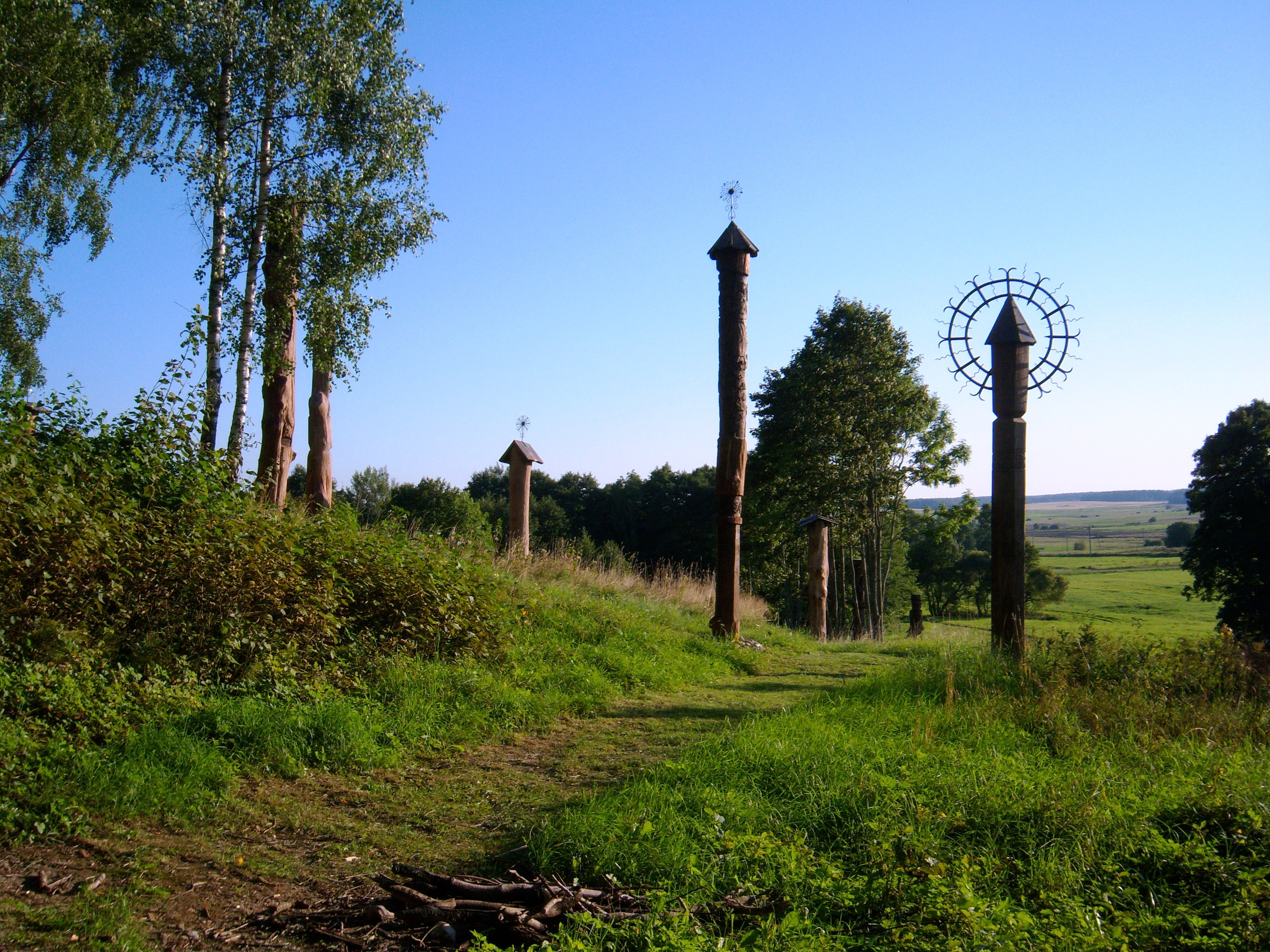
Мемориал на холме Жвагиняй

## См.также
- Фашистский государственный террор